# Homalotyloidea erginus
Homalotyloidea erginus is een vliesvleugelig insect uit de familie Encyrtidae. De wetenschappelijke naam is voor het eerst geldig gepubliceerd in 1837 door Walker.